# Jean-Jacques Dortoman
Jean-Jacques Dortoman, né le 27 octobre 1738 à Montpellier (Hérault), mort le 23 février 1794 à Paris, est un général de la révolution française.

## États de service
Il entre en service en 1751, comme soldat au régiment de Bourgogne-infanterie, il est nommé enseigne le 11 mai 1759, et lieutenant le 4 janvier 1760. En 1770, il est nommé capitaine, puis capitaine de grenadiers en 1782. Il est fait chevalier de Saint-Louis en 1783.
En 1792, il est lieutenant-colonel, et le 15 août 1792, il est élu premier lieutenant-colonel au 2e bataillon des volontaires de l'Hérault. Il est nommé chef de brigade au 51e régiment d’infanterie de ligne le 8 mars 1793.
Il est promu général de brigade le 17 juin 1793 à l’armée d’Italie. Victime de l’échec de l’attaque de l’Authion du 12 juin 1793, il est arrêté le 19 août 1793, et conduit à Nice.
Transféré à Paris, il est condamné à mort le 22 février 1794, par le tribunal révolutionnaire pour « intelligences avec l’ennemi » et il est guillotiné le lendemain.

## Sources
- (en) « Generals Who Served in the French Army during the Period 1789 - 1814: Eberle to Exelmans »
- Jean-Jacques Dortoman  sur roglo.eu
- Georges Six, Dictionnaire biographique des généraux & amiraux français de la Révolution et de l'Empire (1792-1814) Paris : Librairie G. Saffroy, 1934, 2 vol.
- (pl) « Napoléon.org.pl »